# John Jabez Edwin Mayall

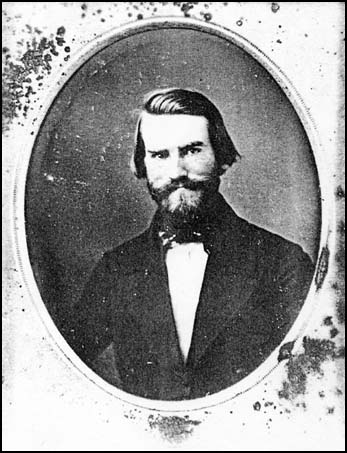
Mayall, omkring 1845.

John Jabez Edwin Mayall, född 17 september 1813 i Oldham i dåvarande Lancashire, död 6 mars 1901 i Southwick i West Sussex, var en brittisk fotograf (dagerrotyp) som var verksam i London.
Mayall, som föddes som Jabez Meal, flyttade till Philadelphia där han öppnade en fotoateljé på tidigt 1840-tal, men återvände senare till Storbritannien. En av de tekniker han blev berömd för var det vignetterade fotografiet, där ansiktet var i fokus och resten av bilden gradvis blev mer suddigt. Han har bland annat fotograferat drottning Viktoria och hennes familj under 1860-talet. Senare engagerade han sig politiskt. Fler än 160 av hans fotografier finns i The National Portrait Gallery.